# فانتزی (آلبوم چندآهنگه)
فانتزی (انگلیسی: Fantasy؛ نام فندوم این گروه) چهاردهمین آلبوم چندآهنگه از گروه پسرانهٔ اهل کره جنوبی اس‌اف۹ است که در ۱۹ اوت ۲۰۲۴ توسط اف‌ان‌سی انترتینمنت منتشر شد. این آلبوم از پنج قطعه، از جمله «Don't Worry, Be Happy» تشکیل شده است.

## موفقیت تجاری
آلبوم در جدول گائون کره در رتبه سوم قرار گرفت. همچنین فروش آن در کره ۸۷٬۶۸۸ بود.